# Бондаревское (болото)
Бондаревское (укр. Бондарівське) — болото в Козелецком районе, в Черниговской области Украины, расположено к северо-западу от села Моровск, гидрологический заказник местного значения. Площадь — 11 км². Находится в Списке болотных массивов, что подлежат охране, согласно Постановлению Совета Министров УССР «О мерах по сохранению природных условий болотных массивов» от 26.03.1979 № 143.

## Общая характеристика
Болото покрыто луговой растительностью, со всех сторон ограничено лесами. Простирается с северо-запада на юго-восток на 13 км. Высота над уровнем моря — 111,4 м.
Болото дренирует верхнее течение реки Меша, правый приток Десны. Построено много дренажных каналов. На востоке есть небольшое озеро.
На южной окраине болота расположено село Отрохи, на северной — урочище Мосты. Через болото построена автодорога P-18 Чернигов — Вышгород.
Эвтрофное низменное болото, из которого вытекает река Меша, входит в состав регионального ландшафтного парка «Междуреченский».

## Флора
В растительном покрове преобладают открытые осоковые болотные группы растений, меньше — разнообразные высокотравные группы. Имеются кустарниковые участки. Среди редких видов здесь встречаются многочисленные орхидные, занесённые в Красную книгу Украины — пальчатокоренники мясо-красный и майский, дремлик болотный, на лесистых возвышенностях — любка двулистная, тайник яйцевидный. Среди регионально редких видов отмечен ужовник обыкновенный.

## Фауна
Из млекопитающих встречаются лось, кабан, косуля, заяц-русак, лисица, волк, собака енотовидная, норка американская. В значительном количестве водятся бобры.
Из Красной книги Украины водятся: горностай, обыкновенная рысь, двухцветный кожан, водяная ночница, вечерница рыжая и малая.
Из птиц обитают: кряква, бекас, коростель, журавль серый, аист чёрный, дупель, сова болотная. Прилетают цапля серая и большая белая. Из хищных птиц зарегистрированы подорлик большой, подорлик малый, змееяд, орлан белохвостый, а во время миграций беркут, скопа, лунь луговой и полевой.
В заказнике доминируют синицы (большая, голубая, длиннохвостая, болотная).
Из рептилий в небольшом количестве встречаются: черепаха болотная, уж обыкновенный, ящерица живородящая, гадюка обыкновенная.
Многочисленны земноводные — лягушка озёрная, лягушка древесная.
В водоёмах обычным являются вьюн и краснокнижные виды рыб — гольян озёрный и карась золотой.